# AR-50
L'ArmaLite AR-50 è un fucile antimateriale a otturatore girevole-scorrevole sviluppato dalla fabbrica d'armi Armalite, Inc.

## Design
L'AR-50 utilizza il suo peso e un freno di bocca allargato per assicurare un rinculo abbastanza morbido e gestibile. Il fucile pesa poco più di 15 kg e presenta una canna sottile e rigida per ovviare alla piegatura della canna riscontrata in alcuni fucili.
Il castello, realizzato in alluminio, presenta una forma ottagonale (unica tra i fucili esistenti) che rafforza il fucile e evita il danneggiamento dello stesso. Il calcio è fissato al corpo del fucile tramite un incavo a V, mentre la canna è inserita all'interno del corpo dalla parte anteriore dell'arma. Il calcio è cavo per la maggior parte, per alleggerire il tutto, e presenta un comodo appoggio per la spalla regolabile.